# ایسوفو دایو
ایسوفو دایو (انگلیسی: Issoufou Dayo؛ زادهٔ ۶ اوت ۱۹۹۱) بازیکن فوتبال اهل بورکینافاسو است.
از باشگاه‌هایی که در آن بازی کرده‌است می‌توان به اشاره کرد.
وی همچنین در تیم ملی فوتبال بورکینافاسو بازی کرده‌است.